# Pruillé-le-Chétif
Pruillé-le-Chetif ist eine französische Gemeinde mit 1.333 Einwohnern (Stand: 1. Januar 2022) im Département Sarthe in der Region Pays de la Loire. Pruillé-le-Chétif liegt im Arrondissement Le Mans und gehört zum Kanton Le Mans-7 (bis 2015: Kanton Allonnes). Die Einwohner werden Pruilléens genannt.

## Geographie
Pruillé-le-Chétif  liegt etwa sechs Kilometer westsüdwestlich vom Stadtzentrum Le Mans. Umgeben wird Pruillé-le-Chétif von den Nachbargemeinden Trangé im Norden, Rouillon im Osten, Allonnes im Südosten, Saint-Georges-du-Bois im Süden, Étival-lès-le-Mans im Südwesten sowie Fay im Westen.
Am nordwestlichen Rand der Gemeinde verläuft die Autoroute A11.

## Bevölkerungsentwicklung
| Jahr                      | 1962 | 1968 | 1975 | 1982 | 1990 | 1999 | 2006 | 2012 |
| Einwohner                 | 528  | 555  | 594  | 771  | 1036 | 1222 | 1277 | 1278 |
| Quelle: Cassini und INSEE |      |      |      |      |      |      |      |      |

## Sehenswürdigkeiten
- Kirche Saint-Pierre aus dem 11. Jahrhundert, Umbauten aus dem 19. Jahrhundert

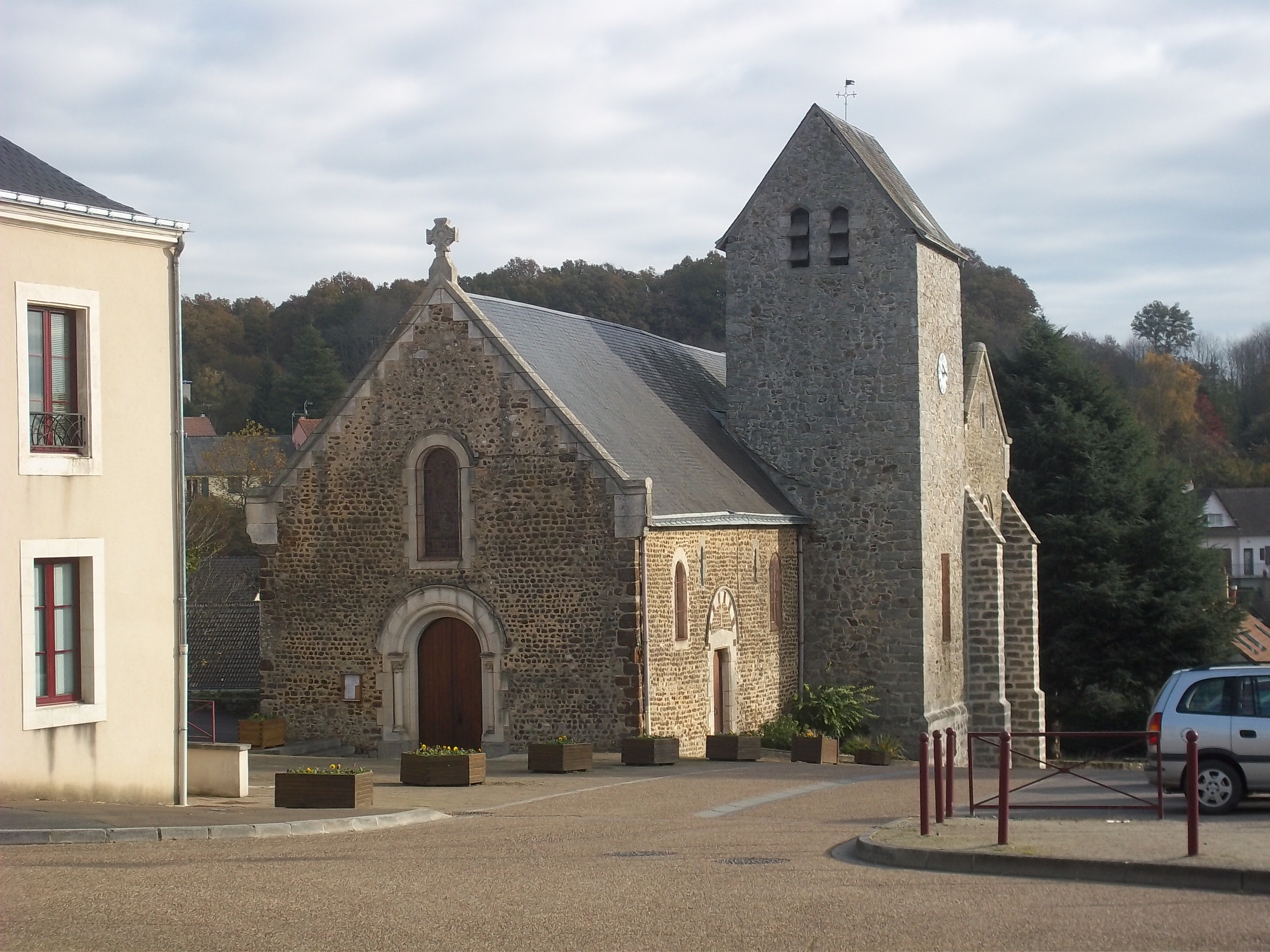
Kirche Saint-Pierre